# Tunnel Nollinger Berg
Le Tunnel Nollinger Berg est un tunnel autoroutier allemand sur le tracé de l'A861 reliant Lörrach à Rheinfelden.
Ouvert en 2006, le tunnel a une longueur de 1 268 m.